# Ieșiva

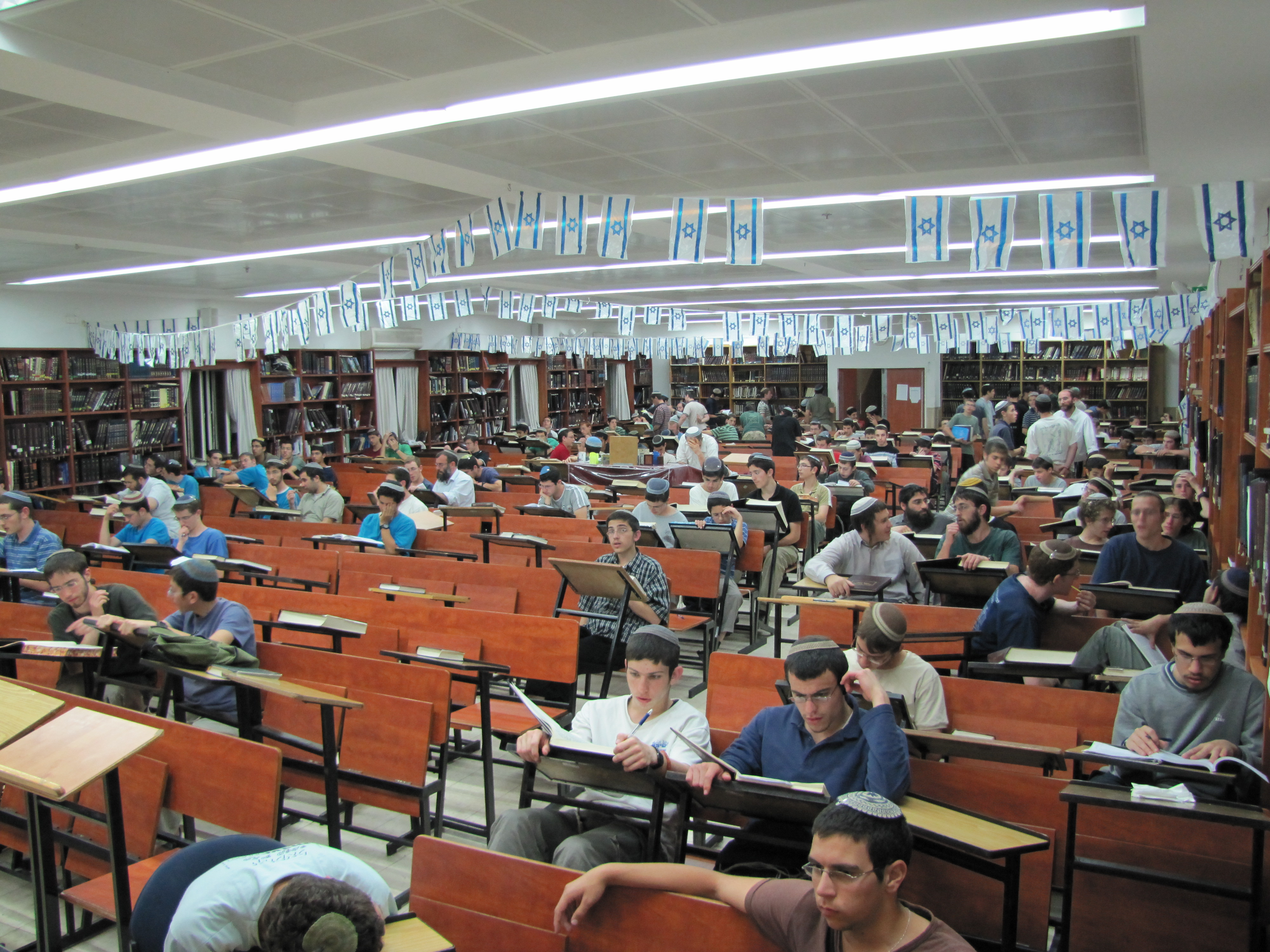
Ieșivă din Ierusalim

Ieșiva (ebraică: Yeshivá יְשִׁיבָה , termen provenind de la verbul ישב "yashav" = a ședea, și însemnând "ședere, ședință", la plural în românește "ieșive", în ebraică "yeshivot") este o instituție evreiască tradițională de învățământ superior religios. 
În ieșive copiii, adolescenții și tinerii de sex masculin studiază Tora în sensul larg al acestui cuvânt, adică scrierile sfinte ale religiei iudaice, cu accent predominant pe Talmud. Aceasta - după ce în primii ani de învățătură, în așa numitele Heder (pl. hadarim) sau Talmud Tora, s-au familiarizat cu cărțile de rugăciuni (Sidur și Mahzor) și cu cele Cinci cărți ale lui Moise (Moshé) - Torá în sensul îngust, sau în terminologia greacă - Pentateuhul. 
În istoria evreilor din primele veacuri ale erei creștine, termenul ieșivă este folosit uneori ca sinonim cu cel de „beit midrash” sau de „academie talmudică” , școli despre care se știe că au funcționat începând din secolul I d.H. în Palestina antică și în comunitățile evreiești din zona Babilonului sau Mesopotamia, dar și în alte părți ale diasporei evreiești. În limba arameică, la acea
dată limba vorbită în rândurile evreilor, ieșiva se numea „metiva” מתיבה„ sau metivta” , מתיבתא ,cuvânt având aceeași semnificație de "ședere". Uneori se numea „metivta rabba”, adică „ieșivă mare”. 
Denumirea „ieșiva” se întâlnește prima dată deja prin anul 190 î.H. în Cartea Învățăturii a lui Yeshua Ben Sira 51:23, 29, autorul numind astfel școala pe care o conducea.
În evul mediu învățământul tradițional de acest tip se făcea de obicei sub forma unui cerc de elevi în casa unor rabini învățați.
În ultimele două veacuri ieșivele au fost organizate ca școli sau seminare cu mai mulți profesori și elevi, având drept obiectiv și prepararea cadrelor superioare de cult, adică a rabinilor, inclusiv a celor ce vor îndeplini sarcini didactice, și a celor care vor funcționa ca judecători religioși -dayanim (la singular „dayan”).
După vârsta elevilor, se deosebesc în prezent ieșiva mică - yeshivá ktaná- în care învață de obicei elevi între vârstele de 14-17 ani. și ieșiva mare - yeshivá gdolá - în care învață elevi între 17 - 20 ani, de obicei până la căsătorie.
Bărbați căsătoriți învață în ieșive numite kolel.
În Israel studiile talmudice (numite „studiu al Torei”) în ieșivele ultraortodoxe au devenit un mod de viață, finanțat de bugetul statului.   

## Istoric

### În Palestina antică
În secolul I î.H au fost cunoscute în Palestina (Țara lui Israel sau Eretz Israel) două școli rivale de învățați farisei, cea a lui Hillel cel Bătrân și cea a lui Shamai. 
Sanhedrinul cel mare din Ierusalim, cuprinzând 71 membri, care avea funcții de tribunal - Beit Din, juca și un rol pedagogic, de Beit Midrash. 
După distrugerea Templului al doilea din Ierusalim în cursul înăbușirii răscoalei evreilor de către romani în anul 70 d.H., academiile rabinice din Palestina au deținut autoritatea juridică și spirituală principală în comunitățile rămase. 
Shaul Liberman a descris cum așa numitul studiu al Torei a devenit în iudaism un substitut al Templului fizic din Ierusalim, un „Templu de cuvinte” (Mikdash shel milim) 
 Aceasta se reflectă în afirmația midrașică din tratatul Brakhot 8,71:
„מיום שחרב בית המקדש, אין לו לקדוש ברוך הוא בעולמ ואלא ארבע אמות של הלכה”
„Din ziua cand s-a distrus Templul, nu mai are Dumnezeu pe lume decât patru pereți ai legii (halahá)”
Cea dintâi astfel de academie din epoca post-templu a fost cea întemeiată la Yavne de către Yohanan Ben Zakai, ea fiind succesoarea Marelui Sanhedrin din Ierusalim.
După reprimarea răscoalei lui Shimon Bar Kohba în anul 135 centrul spiritual al evreilor palestineni s-a mutat în Galileea, la Shfaram, apoi la Beit Shearim și Tzipori. Legea sau Tora orală a început a fi pusă în scris sub forma codicelui juridic Mishná compilat în secolul al III-lea de învățați numiți Tannaim, între care cel mai însemnat a fost Rabbi Yehuda Hanassí.
Ulterior academii rabinice sau talmudice ale unor învățați numiți Amoraim au existat la Lod, la Caesarea și la Tzipori (Sepphoris), cea mai însemnată dintre ele fiind însă cea de la Tverya Tiberias. În aceasta din urmă au fost redactate comentariile la Mishna - Gemará - sub forma Talmudului palestinian sau ierusalimic, precum și comentarii omiletice numite Midrashim.
Se apeciază că în secolele al II-lea-al III-lea e.n. numărul învățăceilor care studeau în mod profesional învățătura iudaică era foarte mare și atingea circa 10.000-20.000 persoane, mai ales în Galileea și la Tiberias 

### În Babilonia
Se consideră că în Babilonia în secolele al II-lea-al III-lea numărul celor care studiau lega iudaică era mai mic decat in Palestina, circa 5.000-10.000 persoane.
Din cauza situației dificile din punct de vedere demografic, religios și politic pentru evreii din Palestina în timpul stăpânirii bizantine, începând din secolul al III-lea centrul de greutate al iudaismului rabinic a trecut în importantele comunități ale evreilor din Babilonia, adică de pe teritoriul Irakului de astăzi, aflat la început sub stăpânirea persană sasanidă iar mai târziu sub dominație arabă.
Pe baza izvoarelor istorice și a opiniilor cercetătorilor, numărul elevilor din școlile superioare iudaice din acea vreme este estimat la între 5.000 și 15.000. .Aceasta într-o populație între 800.000-1.200.000 de evrei babilonieni.
Între anii 240-1000 viața spirituală iudaică a fost marcată de activitatea a două academii rabinice principale din această arie geografică, așa numitele "Două Ieșive" (Shtei Yeshivot) - cea de la Sura, (înființată de Abba Arika) și cea de la Nehardea, înlocuită după anul 259, când Nehardea a fost distrusă, de cea din Pumbedita, lângă Bagdadul de astăzi, de sub conducerea lui Yehuda Bar Yehezkel. 
La sfârșitul secolului al V-lea la Sura s-a încheiat de către învățații Ashi și Ravina procesul de redactare al Talmudului babilonean, comentariu al Torei și Mishnei, mai vast decât cel palestinian, și care cuprindea în proporție de aproximativ 2/3 subiecte juridice - legate de dreptul iudaic Halahá, și 1/3 alte tradiții, legende, aforisme, predici, povestiri, numite agadá.

### În Africa de nord și Europa medievală
În secolele al X-lea - al XI -lea centrele principale de învățământ iudaic au devenit școlile rabinice din Spania, Franța, Germania, Italia și cele din Africa de nord.
Mai apoi, în urma deplasării a numeroase mase de evrei spre est, ca urmare a expulzărilor din Franța, Anglia și Germania și a cruciadelor, au apărut centre însemnate de învățământ evreiesc religios în centrul și estul Europei, ca de pildă în Cehia și Polonia, iar ca urmare a exodului evreilor din Peninsula iberică, în Olanda, Italia și pe teritoriul Imperiului Otoman - în Macedonia, Turcia și pe pământul strămoșilor în Palestina.
În acea epocă școlile reprezentau mai mult cercuri de elevi din jurul unor rabini vestiți prin erudiția și talentul lor pedagogic.

### Evul mediu și începutul epocii moderne
În evul mediu studiile religioase se desfășurau în grupuri mici în sinagogi sau batei midrash locale, unde comunitatea sau familiile elevilor finanțau salariile dascălilor.Numărul elevilor era limitat.
Începând din secolul al XV-lea și al XVI-lea pe lângă studiul rapid al Talmudului ieșivele au început să refolosească metoda disputei cazuistice numită Pilpul care a ajuns la înalte grade de subtilitate.
În cele din urmă, în secolul al XIX-lea metoda aceasta a fost tot mai criticată pentru artificialitatea ei și în cele din urmă a fost marginalizată. 
În veacul al XVII-lea multe din ieșivele din Polonia și Ucraina au avut de suferit de pe urma pogromurilor ce au însoțit răscoala antipolonă a cazacilor lui Bohdan Hmelnițki.

### Lumea ieșivelor în secolele al XVIII-lea-prima jumătate a secolului al XX-lea
În secolul al XVIII-lea lea mișcarea hasidică a exprimat o anumită nemulțumire a unor largi mase din populația evreiască față de caracterul elitist și auster al ieșivelor din Polonia, Lituania, Bielorusia și celelalte regiuni unde era permisă reședința evreilor în Imperiul Rus. Promovând accesul la Tora și la credință pe căi emoționale nemijlocite, inclusiv folosind parabolele, muzica și dansul, și nu neapărat pe calea învățăturii scolastice, hasidismul a înființat, în cele din urmă, și el, ieșive proprii, unde învățătura era îmbinată cu cultul conducătorilor spirituali carismatici numiți tzadikim (drepți) sau admorim.

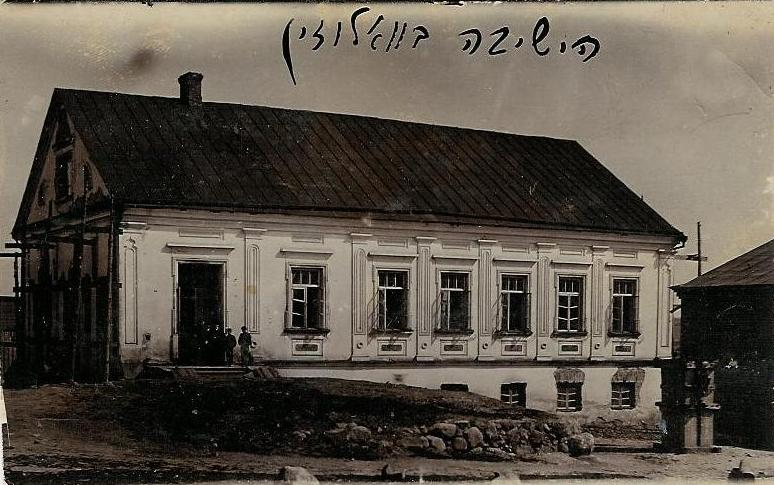
Ieşiva din Volojin în Belorusia, cea dintâi ieşivă instituţionalizată, denumită şi „Em Hayeshivot” - Mama ieşivelor

Dar prototipul ieșivei ortodoxe din ultimele două sute de ani l-a reprezentat ieșiva din Volojin, în Bielorusia, întemeiată în anul 1803, de rabinul Haim ben Itzhak din Volojin (Haim Ițkovici) (1749 - 1821) , discipolul gaonului Eliahu din Vilna, aflați în tabăra adversară hasidismului - denumită mitnagdim ׂ(opozanți sau adversari) sau litayim (adică lituanieni). 
Ieșiva din Volojin a concentrat câteva sute de elevi, despărțiți în anul școlar de familiile lor, și care studiau învățătura talmudică toata ziua în mod intensiv, studiul punând accent pe analiză și independența cugetării în limitele permise de religie. Învățatura se făcea în perechi de elevi (numite haveruta) iar șeful ieșivei, respectat pentru eruditia în domeniu și înțelepciune, se bucura de autoritatea supremă în școală .   
Sub influența mișcării Musar (de morală sau etică) a rabinului Israel Lipkin Salanter (1810 - 1883) s-au deschis și ieșive unde se dorea, pe lângă obținerea de performanțe intelectuale în domeniul studiul Talmudului, și citirea și meditarea pe marginea unor lucrări din literatura etică iudaică. Așa au fost ieșivele de la Slobodka, Telz, Mir și Novardok.
În secolul al XX-lea, înaintea Holocaustului circa 30% din populația evreiască, mai ales in estul Europei, circa 3 milioane persoane - era, dupa estimări, foarte ortodoxă. . Înaintea Holocaustului, se estimează (ex. studiile lui Michal Shaul, citată de Dov Elbaum, 2024) că numărul elevilor din ieșivele de genul cele din Volojin, era de câteva mii. Numărul total al elevilor din ieșivele foarte ortodoxe nu depășea 15.000, ceea ce reprezenta 0.5% din populația evreiască ultraortodoxă ..
În ieșivele foarte ortodoxe din Statele Unite învățau înainte de al Doilea Război Mondial circa 500-1000 elevi., iar în Regatul Unit -200-300. .  
În comunitățile evreiești din lumea islamică, numărul elevilor din ieșive era și mai mic decât în Europa sau America, și înainte și după al Doilea Război Mondial. Între ieșivele cele mai renumite se număra Beit Zilka din Bagdad, înființată de rabinul Abdallah Somekh și ieșiva Porat Yosef din orașul vechi la Ierusalim, înființată de rabinul Yosef Haim, tot din Bagdad.

### Tedințele de reformă și contra-reforma ultraortodoxă
În fața avântului mișcării Haskala de emancipare evreiască și a tendințelor de aculturare, inclusiv de promovare a unor schimbări în teologia și liturghia iudaică în cadrul iudaismului reformist de tip reformat sau conservativ, o parte din liderii ieșivelor ortodoxe au reacționat prin respingerea marii majorității încercărilor de înnoire și prin prezervarea și mai înverșunată a obiceiurilor și a modului de educație tradițional. A excelat în aceasta  ieșiva din Pressburg (Bratislava), din Slovacia, de sub conducerea rabinului Moshe Schreiber (1762 - 1839), cunoscut ca Hatam Sofer. O atitudine similară opusă schimbărilor au adoptat și ieșivele hasidice ca de pildă Gur, , Vijnița, Satmar, Braslav etc.
Dar totuși, în cadrul iudaismului ortodox a avut loc și un proces de modernizare numit neo-ortodoxie, pe care l-au condus în Germania rabinii Azriel Hildesheimer și Shimshon Rafael Hirsch (1808-1888) care au acceptat idea de a furniza paralel cu studiul Talmudului și o bună pregătire în materiile de cultură generală, necesare adaptării la viața în societatea modernă din jur, fără a renunța cu nimic la respectarea foarte strictă a prescripțiilor religioase după Torá și Halahá. Aceasta sub lozinca "Torá ve dereh eretz" - adică "Torá și obiceiul Țării".
În spiritul înnoirilor din ieșiva Volojin a luat ființă în 1886 la New York ieșiva ortodoxă Etz Haiym ,devenită ulterior Yeshiva Itzhak Elchanan (1896), apoi Yeshiva College și în fine Yeshiva University (1945) care a reprezentat asocierea studiului din ieșivă cu studii universitare. 
Iudaismul reformat, cel neolog din Ungaria, și cel conservativ au preferat, în general, denumirii de ieșivă pe cel de seminar rabinic sau teologic. Există și excepții, ca de pildă Ieșiva conservativă din Ierusalim.

### DupăHolocaust

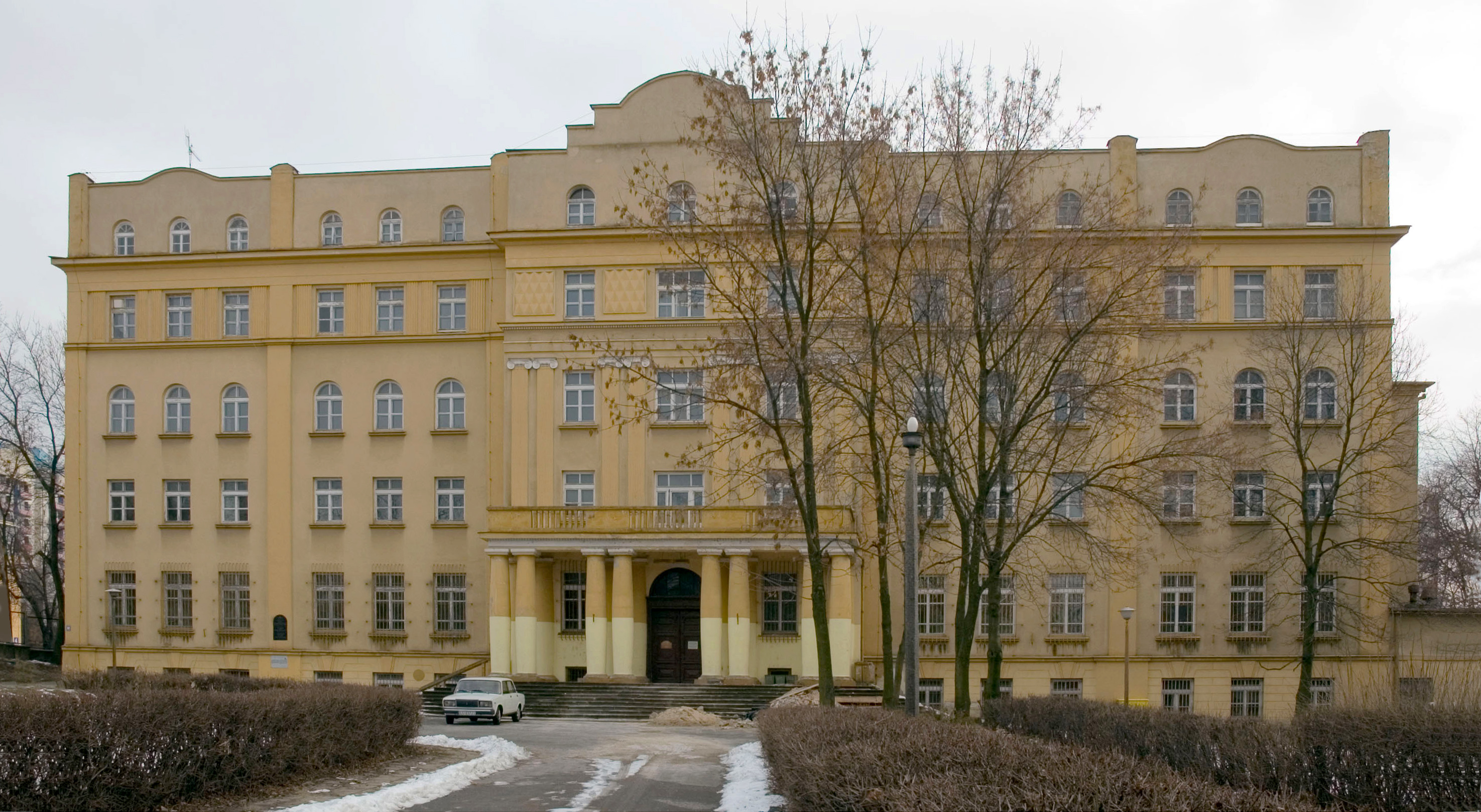
Ieşiva Hahmei Lublin din Polonia, închisă şi expropriată de ocupanții naziști, în prezent - prevăzută să adăpostească un Muzeu al Hasidismului

După ce totalitatea ieșivelor de pe teritoriul Uniunii Sovietice și-au încetat existența conform dictatului noului regim, laolaltă cu numeroase școli religioase ale altor religii, în Holocaust au fost distruse în zilele celui de-al Doilea război mondial, toate ieșivele renumite rămase în estul Europei, în cursul deportării și omorârii programate de către regimul Germaniei național socialiste și a complicilor ei, a populației evreiești, inclusiv a miilor de elevi și a dascălilor din aceste școli. Câțiva rabini și discipoli ai lor au izbutit să se refugieze în Marea Britanie, SUA, Canada, sau Palestina. Regimurile comuniste instalate în estul Europei după război au împiedicat repede încercările de refacere a unora dintre ieșive de către supraviețuitori. 
În aceste împrejurări SUA și Israelul au devenit nu numai țările cu cea mai numeroasă populație evreiască dar și locul unde se află principalele centre ale învățământului religios iudaic. Unele din ieșivele din America și Israel sunt succesoarele unora din instituțiile desființate din Europa.
În America în anii 2020 trăiește o minoritate evreiască ultraortodoxă de circa 230.000 persoane, din care 25.000-30.000 învață în ieșive.În Regatul Unit în 2021 s-au recenzat 67,000 evrei ultraortodocși, din care 7000-8000 învață în ieșive. 
În Statele Unite, după 18 ani elevii de ieșivă ultraortodoxă învață încă 3-5 ani, iar, după căsătorie absolvenții acestor ieșive se încadrează, majoritatea, în câmpul muncii. După datele Institutului statistic Pew, 83% din evreii harediți din Statele Unite lucrează în diverse profesii, spre deosebire de Israel.
În Regatul Unit, după datele Institutului de Cercetări ale politice evreiești,  65% din bărbații evrei ultraortodocși muncesc.
În Statele Unite și Marea Britanie ieșivele ultraortodoxe imită modelul israelian, inclusiv în programele de învățământ care nu includ materii generale. În schimb, în aceste țări statul, în general, nu finanțează din banii publici studiile de ieșivă, care se bazează pe plata de către părinți, donații private, buget comunitar, și, adesea, pe venitul elevilor care muncesc în norme parțiale pentru a plăti studiile.

### În Israel
În Israel considerente politice, inclusiv electorale, au făcut ca guvernele să finanțeze tot mai mult învățământul religios ultraortodox (haredit), mai ales după 1977 când partidele de dreapta au ajuns prima dată la putere. Deși învățământul din ieșivele haredite a devenit tot mai închistat, rupt de viața modernă, cu sprijinul bugetului guvernamental, a ajuns la o extindere permanentă și fără precedent.De pildă, în ieșiva lituaniană Mir învățau înainte de Holocaust 200 elevi. În ieșiva Mir din Ierusalim, în Israel, învață în anii 2020 circa 7000 elevi. 
În Israel în anul 2024 se estimează o populație de evrei haredim, adică ultraortodocși, de 1,330.000 persoane, din care 167.000 elevi de ieșivă, adică 12.56% din populația Israelului.. În vreme de 80 ani numărul elevilor de ieșive ultraortodoxe a crescut în Israel cu 2.412%.La aceasta au contribuit amânarea la nesfârșit a serviciului militar, practic scutire, pentru elevii de ieșiva și subvențiile generoase cu care statul sprijină familiile lor.  
Spre deosebire de evreii ultraortodocși din Diaspora, numai 54.3% din cei din Israel sunt încadrați în câmpul muncii, și zeci de procente dintre aceștia sunt angajați în marile rețele de învățământ ultraortodox și în instituțiile religioase finanțate de public.

## Programa școlară
Curiculumul iesivelor ortodoxe din ziua de astăzi - canonul ieșivelor ortodoxe sau ultraortodoxe - a fost creat după modelul cele dintâi ieșive „lituaniene” - Ieșiva din Volojin. 
De la ieșiva din Volojin provine și metoda de studiu numită Metoda Brisk (Shitat Brisk) (după numele evreiesc al orașului Brest Litovsk din Belarus)

### Studiul Talmudului
În ieșiva ortodoxă tipică, după metoda Brisk, se pune accentul pe studiul și analiza Talmudului.În general, în cursul unui trimestru sau perioade de învățătură (zman, adică „timp”) se învață exegeza talmudică în două planuri paralele.
Primul plan este studiul aprofundat - iyun - adesea limitat la o selecție de tratate cu conținut juridic, cu accentul pe capacitatea de analiză și referințe la comentatorii clasici. Uneori, în spiritul acestei metode,în unele ieșive lituaniene exista cazuri în care se studiază doar cinci pagini de Talmud vreme de câteva luni. Al doilea plan de studii își propune să acopere Talmudul mai repede, pentru a furniza o cunoaștere largă, generală (bekiút = erudiție) a acestuia. 
În sistemul de studii talmudice în ieșive primul domeniu care trebuie stăpânit este compus din opt până la paisprezece tratate talmudice - masekhtot: 
- Bava Kama
- Bava  Metzia
- Bava Batra

(acestea trei se ocupă de legile daunelor, împrumuturilor și ale proprietății)   
- Ketubot (legi ale căsătoriei și divorțului)
- Kidushin (legile relațiilor sexuale)
- Ghitin (legi ale divorțului)
- Makot (legi cu privire la pedepse, mărturii, etc)
- Nedarim (legi ale jurămintelor)
- Sanhedrin (legi cu privire la aspecte tehnice ale judecăților)
- Shavuot (legi ale sărbătorii Shavuot)
- Suka (legi ale sărbătorii Sukot)
- Yevamot (legile leviratului )
- Shabat ve eruvin (legile sâmbetei)
- Pesahim (legile Paștelui evreiesc)

Aceste materii au fost alese din cauza relevanței pe care le aveau în viața de zi de zi și în justiția iudaică traditională, și din cauza complexității lor intelectuale, care permite dezvoltarea capacității de gândire și analiză 
În iesivele ultraortodoxe texte de studiat sunt în primul rând texte din Ghemara, din Talmudul babilonian, de asemenea sentinte juridice de Halakha cu privire la viața cotidiană în vremea redactării textelor.

Pentru clarificarea textului talmudic elevul se folosește de comentariul lui Rashi, textele Tosafiștilor (Tosafot) și comentarii ale altor învățați numiți rishonim (cei dintâi) care au activat între secolele al XI-lea- al XIV-lea.
Există două școli principale de rishonim - cea din Franța și cea din Spania. De asemenea, se mai folosesc și texte ale altor comentatori, numiți mefarshim din generații succesive.

### Legislația iudaică
În general există timpi dedicați studiului dreptului iudaic practic - Halakhá.
Textul cel mai studiat în ieșivele așkenaze este Mishná brurá („Învățătură limpede”) scrisă de rabinul Israel Meir Kagan, care era supranumit Hafetz Haim.  Aceasta este o culegere de opinii halahice redactate, după ce a fost redactat codul juridic al iudaismului ortodox, Shulhan Arukh.(Masa rânduită)
În ieșivele sefarde, de obicei, se studiază direct Shulhan Arukh și comentarii pe marginea sa, de asemenea cartea Beit Yosef.

### Morala, misticism și filozofie
Textul de morală (Mussar) cel mai studiat în ieșive este Messilat Yesharim (Cărarea celor Drepți) de rabinul Moshe Haim Luzzatto. Alte texte de etică religioasă sunt:
- Orkhot Tzadikim ("Căile celor drepți") – al cărui autor este incert, dar care îi este posterior lui Maimonide, pe care îl citează..
- Hovot Halevavot, de Bahya Ibn Pakuda.
- Maalot Hamidot ("Beneficiile virtuților)
- Mishnat Rabbi Aharon - lecții de morală ale rabinului Aharon Kotler
- Mihtav meEliyahu,(Scrisori de la Eliyahu)  scrise de rabinul Eliyahu Eliezer Dessler.

Ieșivele hasidice studiază și unele opere mistice și spirituale ale hasidismului. Ele se bazează pe teologia esoterică a Cabalei.
Ieșivele hasidismului Habad (Lubavici),studiază, de exemplu, cartea Tanya de rabinul Shneur Zalman din Ladi, Likutei Tora, precum si scrierile rabinului din Lubavici - Menachem Mendel Schneerson. Aceste lecturi au loc, de obicei, vreme de o oră și jumătate în fiecare dimineață, înainte de rugăciune, și încă odată, o oră și jumătate seara.
Multe ieșive in Israel aparțin sionismului religios și studiază scrierile rabinului Avraham Itzhak Kook, care sunt caracterizate de o combinație personală de misticism, exegeză creativă și filozofie.

## Ordinea zilei de studiu
În ieșivele mainstream ultraortodoxe sau haredite ordinea zilei cuprinde:
- Seder bóker (Ordinea de dimineață) - 4 ore de studiu al Ghemarei
- Seder tzohorayim (Ordinea de amiază) - trei ore de studiu al Ghemarei
- Seder erev  (Ordinea de seară) -  trei ore de studiu al unor alte subiecte , inclusiv drept iudaic și morală

Mulți preferă și seara să învețe numai sau, în mare parte, Ghemara.
Orice elev de ieșivă haredită învață cel puțin nouă ore pe zi Ghemara, ceea ce face ca într-un an să învețe circa 3000 ore de studii din care 2500 ore studiul Ghemarei

## Anii de studiu
În majoritatea ieșivelor anul de studiu este împărțit în trei perioade numite zmanim. 
- Primul zman începe în luna Elul și se termină la Iom Kipur - durează numai circa șase săptămâni și este intensiv, precedând marile sărbători evreiești de toamnă.
- Al doilea zman - de iarnă - dureaza de la Simhat Tora până la Pesah sau Paștele iudaic, circa cinci luni
- Al treilea zman - de vară - durează de la Pesah pana la mijlocul lunii Tamuz sau la Tisha B'Av - circa trei luni.